# Ischyja achysis
Ischyja achysis là một loài bướm đêm trong họ Noctuidae.